# リバーセス郡
リバーセス郡（リバーセスぐん、英語: River Cess County あるいは Rivercess County）は西アフリカのリベリア共和国の15ある郡（County）の1つ。リベリア南東部に位置し、面積は5,592km2、人口は90,819人（2022年国勢調査）で国内15郡の中で最も少ない。中心地はセストス川沿いにあるセストスシティ（旧称リバーセス）。
1985年4月18日、グランドバッサ郡から分離・設置された。

## 隣接行政区画
- グランドバッサ郡
- ニンバ郡
- シノエ郡

## 下位行政区画
リバーセス郡は2地区（District）に分かれている。
- モルウェー地区（Morweh District）
- ティンボ地区（Timbo District）